# Operación Trust
Operación Trust (en ruso операция "Трест") fue una operación de contrainteligencia desarrollada por el Directorio Político Unificado del Estado u OGPU. La operación se desarrolló entre 1921 y 1926 y consistió en el establecimiento de un falso movimiento antibolchevique (Монархическое объединение Центральной России, МОЦР), que permitió localizar y arrestar a un buen número de verdaderos monárquicos y antibolcheviques.

## Información
El líder del falso movimiento antibolquevique (MUCR) fue Aleksandr Yákushev quien tras la Revolución Rusa de 1917 trabajó para el ministerio de comercio exterior (en ruso Наркомат внешней торговли), lo que le permitió viajar al extranjero y contactar con exiliados rusos contrarios a la revolución.
El MUCR contó con el general monárquico Aleksandr Kutépov para desarrollar acciones activas en tanto que se mostraba convencido de la necesidad de crear y potenciar unas fuerzas antibolcheviques. Kutépov estuvo en un principio a favor de desarrollar acciones terroristas en territorio soviético como única forma de acabar con los bolcheviques. Por ello creó la organización de combate, (conocida como Ruski Obsche-Vóinski Soyuz), dirigida por el general Piotr Wrangel. También creó una facción de contrainteligencia que, debido al éxito de la Operación Trust, se desveló como escasamente eficaz. Entre los éxitos de esta operación está el haber logrado llevar a la Unión Soviética a Borís Sávinkov y Sidney Reilly para que fueran juzgados y condenados.